# Гарсия де Кастро, Лопе
Ло́пе Гарси́я де Ка́стро (исп. Lope García de Castro; ? — 8 января, 1576, Мадрид) — испанский колониальный чиновник. Работал в Совете по Индии, а также в королевской аудиенции Панамы и Лимы. С 1564 по 1569 год исполнял обязанности вице-короля Перу.
В 1563 году Лопе Гарсия де Кастро был направлен в Панаму для исполнения приказа Совета по Индии о ликвидации королевской аудиенции в Гватемале и присоединению этой территории к администрации Панамы. В Панаму он прибыл только в следующем году и служил губернатором до назначения в Лиму.
В феврале 1564 года в Перу скоропостижно скончался вице-король Диего Лопес де Суньига, колонию на временной основе возглавил Хуан де Сааведра. Лопе Гарсия де Кастро как более опытный чиновник был призван из Панамы для того, чтобы заменить Сааведру. В Перу он прибыл 22 сентября 1564 года и возглавил королевскую аудиенцию Лимы также на временной основе до прибытия назначенного королём нового вице-короля Перу. Несмотря на то, что он был призван возглавить колонию на временной основе, у власти он прибыл около трёх лет, поскольку новый вице-король Франсиско де Толедо прибыл только в 1569 году.
Среди легенд перуанских индейцев испанцев наиболее привлекали те, в которых говорилось о затерянных землях, богатых драгоценными металлами и камнями. Одна из таких легенд об островах «Hahuachimbi» и «Ninachumbi» сподвигла Лопе Гарсия де Кастро снарядить экспедицию на поиски этих островов. В письме испанскому королю Филиппу II вице-король писал о том, что он снарядил экспедицию из 2 судов с сотней испанцев во главе со своим племянником Альваро Менданья де Нейра. Корабли Менданьи отплыли из Кальяо 19 ноября, и после длительного путешествия открыли Соломоновы острова и исследовали основные из них. Экспедиция также открыла Тувалу и атолл Уэйк. По возвращении в Перу, в 1569 году, Менданья опубликовал отчёт о своих открытиях, в котором описывал Соломоновы острова как очень богатую страну. Однако из-за войн, которые вела в то время Испания, он не смог получить средства, необходимые для второй экспедиции. Только в 1594 году король Филипп II приказал основать колонию на Соломоновых островах и назначил Менданью губернатором Сан-Кристобаля.
Лопе Гарсия де Кастро подозревал инков в подготовке восстания в Чили и Аргентине, после получения доказательств подготовки вице-король приказал конфисковать у индейцев всех лошадей и огнестрельное оружие.
В 1567 году была послана экспедиция под руководством Мартина Руиса де Гамбоа для захвата и колонизации острова Чилоэ. Капитан Мартин Руис де Гамбоа с успехом выполнил приказ, подавив незначительное сопротивление индейцев мапуче. На острове был основан новый город, названный Кастро в честь вице-короля.
21 августа 1565 года в Лиме был основан монетный двор по приказу короля Филиппа II.